# Typisch Westvloams
Typisch Westvloams is een muziekalbum uit 2006. Het is een compilatiealbum met popmuziek uit de voorbije decennia uit West-Vlaanderen. Het album werd samengesteld door Michel Follet en verscheen bij het label Magic Productions in samenwerking met de West-Vlaamse regionale televisiezenders Focus en WTV. Het album telt 20 nummers van West-Vlaamse artiesten, waarvan er 14 in het West-Vlaams gezongen zijn.

## Tracks
1. "Slekke" - Johny Turbo
2. "M'n Verre Veurne" - Will Tura
3. "Als de zomer weer voorbij zal zijn" - Flip Kowlier
4. "Heist aan zee 1951" - Jimmy Frey
5. "'k En Brugge in m'n herte" - Benny Scott
6. "Liedje van de zee" - Marva
7. "Klein ventje van Elverdinge" - Willem Vermandere
8. "Door de wind" - Ingeborg
9. "De Krekel & de mier" - Johan Vandenberghe
10. "Als ze lacht" - Yevgueni
11. "De schone westhoek" - Paul Bruna
12. "Die visscher van mien" - Lucy Monti
13. "M'n landje" - Willy Lustenhouwer
14. "Problemen in minnen hof" - Edje Ska
15. "Het Zwien" - O'D Javel
16. "A Mo Toet Gie" - Westvlams gemiengeld vintekoor
17. "Jij doet de wolken verdwijnen" - Laura Lynn
18. "M'n zeekapiting" - Lucy Loes
19. "M'n wuf is weg" - Kamiel
20. "Up en Neere" - Sliek de Zeesterre